# Каріна Ґулд
Каріна Ґулд (англ. Karina Gould; нар. 28 червня 1978, Берлінґтон, Онтаріо) — канадська громадська активістка, консультантка, державна адміністраторка та політикиня.
Вона була від жовтня 2015 року обрана від Ліберальної партії в окрузі Берлінґтон до Палати громад Канади.
З 2017 по 2018 року вона була головою Таємної ради королеви Канади, з 2017 до 2019 року — міністром демократичних інституцій, з 2019 до 2021 року — міністром міжнародного розвитку, а з 2021 до 2023 року — міністром Канади у справах сім'ї, дітей та соціального розвитку.
26 липня 2023 її було призначено представницею уряду в Палаті громад від уряду Джастіна Трюдо.

## Біографія
Після закінчення школи Каріна Ґулд рік працювала волонтеркою в дитячому будинку в Мексиці. Повернувшись до Канади, вона навчалася в Університеті Макґілла в Монреалі, де організувала кампанію на допомогу гаїтянам після землетрусу 2010 року. Пізніше вона працювала у Вашингтоні в Організації американських держав, перш ніж вступити до Коледжу святої Гільди Оксфордського університету, де здобула ступінь магістра міжнародних відносин.
Повернувшись до Канади, вона працювала спеціалістом з торгівлі та інвестицій у Мексиканській торговельній делегації в Торонто. Вона також працювала в кількох громадських організаціях в районі Берлінґтона.

### Політична кар'єра
Каріну Ґулд було обрано членом парламенту від округу Берлінґтон на федеральних виборах 2015 року. Під час перестановок у кабінеті міністрів у січні 2017, її було призначено міністром демократичних інституцій та головою Таємної ради королеви Канади . Вона втратила цю останню відповідальність, зберігши при цьому посаду міністра під час нової перестановки 18 липня 2025 на користь Білла Блера, також призначеного на нову посаду міністра прикордонної безпеки та боротьби з організованою злочинністю. Це зменшення її обов'язків було зумовлене тим, що вона якраз стала матір'ю в в березні 2018, власне першою федеральною міністркою, яка народила дитину протягом свого терміну. Президент Ради казначейства Скотт Брайсон виконував обов'язки міністра під час її відсутності.
Переобрана на виборах 21 жовтня 2019 вона отримала нову посаду в уряді Трюдо, ставши міністеркою міжнародного розвитку. Через два роки, після нових виборів у вересні 2021, вона знову змінила міністерство, ставши міністеркою Канади у справах сім'ї, дітей та соціального розвитку в жовтні 2021.
Нова перестановка в міністерстві в липні 2023 приводить її на посаду представниці уряду в Палаті громад у складі ліберального уряду Джастіна Трюдо.
18 січня 2025 вона висунула свою кандидатуру на виборах, щоб замінити Джастіна Трюдо на посаді голови Ліберальної партії Канади. Вона посіла третє місце у виборах, в яких переміг Марк Карні, з 3,2 % голосів.   

## Зовнішні посилання
- Каріна Ґулд на сайті Ліберальної партії Канади.